# شهرستان جفرسون (فلوریدا)
شهرستان جفرسون، فلوریدا (به انگلیسی: Jefferson County, Florida) یک سکونتگاه مسکونی در ایالات متحده آمریکا است که در فلوریدا واقع شده‌است.